# 陳雲林訪臺爭議
2008年11月，中國大陸海峡两岸关系协会會長陳雲林為第二次江陳會談訪問臺灣，其間發生一連串爭議，乃至於衝突事件。

## 訪台前
在陳雲林訪台前不久，10月21日剛發生張銘清訪台遇襲事件。中華民國總統府第一時間表示，該事件將不影響陳的訪台计划，行政院長劉兆玄也表示將以國安系統介入陳訪台期間的維安工作；中華人民共和國國務院台灣事務辦公室則強調，極少數人的破壞行徑，阻擋不了兩岸關係和平發展趨勢，及加強交流合作的步伐。因為此事件，也使中華民國官方將陳雲林訪台行程侷限在台灣北部地區，取消前往中、南部參訪的計畫。
而在10月25日，民主進步黨、台灣團結聯盟及若干本土社團，舉辦了1025反黑心顧台灣大遊行，提出反對馬政府快速向中國大陸傾斜、抗議三鹿奶粉污染事件等訴求，在遊行中也預告會於陳雲林抵台時，將會再次集結，向他嗆聲，而前總統陳水扁也說出「陳雲林若要來，我們要採取更激烈的抗爭」。10月27日，海協會致函海基會，就毒奶粉事件，對台灣消費者與廠商造成損失表達歉意。10月30日，陳雲林就中國大陸毒奶粉輸出台灣事件公開道歉，他表示大陸方面對於毒奶粉事件深表自責，「我在此再次向台灣同胞表示歉意」。10月31日，台聯支持者在圓山飯店前表演行動劇，對陳雲林的巨幅照片砸派。
因為先前張銘清訪台遇襲，馬政府於陳雲林訪台期間動員大批檢警做好戒備，光是桃園機場就佈署了近三千名警力，並在機場聯外道路貨運站及高速公路入口設置拒馬關卡檢查站，而在主要會場及住宿的圓山飯店也佈署了上千名警力，對所有上山道路進行管制。對此，民進黨批評維安規模過高，浪費公帑。國民黨卻回應是被民進黨逼出來的。
與此同時，馬英九總統亦因「自我矮化」問題而招致爭議。2008年6月，馬英九被問到與陳雲林見面時如何稱呼時說：「我稱呼他就稱『陳先生』，他稱呼我就稱『馬先生』，我覺得這是最好的方法」。此話一出，引來泛綠撻伐，認為馬英九不顧國格，面對對岸時就去主權化及自我矮化，國家不見了，連台灣民選總統的尊嚴也不見了。10月10日，被問及馬英九是否會表明自己「國家元首」身分，總統府高層答：「這是雙方心知肚明的事，有些事不必點得太明。」針對總統府未明白表示馬英九以總統身分會見陳雲林，民進黨文宣部主任鄭文燦痛批：「國家變地區，總統變先生，國家不見了，總統不見了，這根本是主權被掏空。」民進黨團總召柯建銘也說，不顧國格會自食惡果，「民進黨到時一定會有態度的表示」。

## 國旗事件
陳雲林訪台前及訪台期間發生多起民眾因持國旗被警察驅逐的衝突事件，引起全國譁然。11月2日 ，有民眾拿有國旗圖案的雨傘到圓山飯店門口，遭警強制驅離。臺北市警察局中山分局局長謝文傑面對記者問「如果有民眾揮舞國旗歡迎陳雲林會不會被排除？」謝回答「會依法處理」，記者再追問「分局長為什麼你對在中華民國的領土上帶國旗這件事情，你都不敢正面說可以帶國旗？」謝局長答「依中華民國法律處理」記者再追問「中華民國法律有禁止民眾帶國旗嗎？」謝局長答「依現場情況處理」。11月3日 ，民眾在連絡機場的高速公路上的路橋持國旗抗議陳雲林，被警察暴力驅逐，國旗被員警當場折毀，還有女警阻止民眾拿國旗，理由是「因為這裡是公共場所」。但是在中山北路上，一群「中華統一促進黨」的民眾卻可以舉著中國大陸五星旗，迎接陳雲林車隊通過。11月3日，陳雲林拜會辜嚴倬雲時，有3位網友自發前往台泥大樓表達訴求，被警方粗暴對待，搶奪手中的國旗，一名女子因此折斷手指頭。 國民黨議員賴素如批警方毀國旗已經公然觸法。民進黨主席蔡英文痛批警方干預民眾人身安全與言論自由，台灣為此付出慘痛代價，馬英九應負責。前副總統呂秀蓮砲轟，台灣長期努力的人權成為陳雲林來台的祭品，要求馬總統道歉，警政署長王卓鈞下台。。又其後總統府發言人王郁琦發表講話，聲稱未要求接待單位撤國旗。

## 訪台首日
11月3日，陳雲林與代表團抵達桃園國際機場，中午在台北圓山飯店發表簡短談話。抗議人士也在桃園機場到圓山飯店之間發動數起抗議活動。
西藏獨立運動人士從陳雲林座車自桃園機場駛上國道開始，就緊跟飛馳的陳雲林車隊，藏獨人士高舉「雪山獅子旗」，在車隊旁沿路揮舞高喊「西藏獨立」，一路跟隨到圓山飯店。
法輪功支持者則在陳雲林行經路線附近拉起「法輪大法好」的黃色布條，要求中國政府「停止迫害法輪功」。4日，上千名台灣法輪大法學會成員齊聚台北市自由廣場練功，以和平方式表達「中共停止迫害法輪功學員」、「呼籲陳雲林及來台大陸官員退出共產黨」兩項訴求。
民進黨台中市議員賴佳微、邱素貞、紀麗玉及陳淑華等四人前ㄧ晚入住圓山飯店六樓，上午約11時40分，在住宿房間陽台外，垂掛兩幅寫著「陳匪雲林滾蛋」、「Taiwan is Taiwan」的抗議布條。警方隨即闖入客房陽台，發生拉扯場面，布條被警方沒收。
民進黨台北市議員莊瑞雄等人，在圓山飯店山腳下，打算施放一萬顆印有「黑心」的氣球。但警方以位處飛航管制區內為由，沒收了氣球與氦氣瓶，經推擠衝突後，警方同意歸還氦氣瓶。而四名民進黨籍台中市議員，則在前一天先行入住圓山飯店，並在飯店陽台垂掛大幅寫著「陳匪雲林滾蛋」、「Taiwan is Taiwan」的抗議布條，但隨即遭到警方沒收。
嗆陳雲林民眾花樣百出，一位民眾帶著一隻狗到圓山飯店，想參觀台灣的戒嚴，警方攔阻不給進入，結果雙方僵持在出入口，碰巧陳雲林車隊離開，警方趕緊圍成人牆阻隔，最後找拖吊車把這位民眾連人帶車一起拖走。
11月3日至6日，民進黨在台北市濟南路舉辦「為台灣守護、向中國嗆聲」活動，第一天凌晨約有三百人守夜，民進黨主席蔡英文凌晨陪同靜坐約十五分鐘後離去，留下來的支持者以演講、唱歌度過長夜。11月3日晚間，陳雲林回應這些抗議行動：「我聽到了，我也看到了。」並表示反對的民眾，最終會認同兩會的談判目的，是為兩岸同胞提供方便、創造福祉。

## 國賓飯店衝突
11月4日，晚間國民黨榮譽主席連戰在國賓飯店設宴招待陳雲林一行，600多名抗爭群眾在場外抗議，警方因而出動千名鎮暴警察強制驅離，而爆發嚴重肢體衝突。
鄰近抗議現場的上揚唱片行大聲播放《臺灣之歌》專輯的第11首曲目《戀戀北迴線》，遭到台北市警察局北投分局長李漢卿率領的警方強力制止，並強行使店家停止營業。事後李漢卿聲明是接獲音量過大的投訴，並歡迎店家提告。。

## 晶華酒店圍困事件
11月5日晚間，國民黨主席吳伯雄在晶華酒店設宴款待陳雲林等一行。民進黨主席蔡英文以及大批的民意代表率群眾包圍晶華酒店。蔡英文抗議警方維安規格太高，幾近濫權。抗議群眾數次嘗試闖入晶華酒店，與警方爆發多起衝突。中國中央電視台記者柴璐與鳳凰衛視記者陳琳，也遭到抗議群眾圍堵、辱罵，台中市長胡志強則是遭到民眾吐口水。
群眾持續圍困到6日凌晨，吳伯雄、陳雲林等人皆無法離開，被困在酒店三樓宴會廳八個小時。警方表示雖然有能力動用優勢警力排除群眾滋擾，但為避免發生激烈流血衝突，以較溫和方式控制場面。內政部長廖了以和警政署長王卓鈞凌晨進入台北市警察局中山分局坐鎮指揮，鎮暴警察在凌晨一時三十七分展開強制行動，驅離佔據晶華酒店前中山北路的群眾。兩點零五分，陳雲林等人由側門離開晶華酒店，在準備駛離時，遭遇一名男子潑灑白色液體後撲向座車並高喊「台灣獨立」口號，隨後這名男子即被維安人員帶離。
海基會深夜發出新聞稿，認為這不是台灣善良民眾待客之道，對台灣觀光與國際形象的傷害，民主進步黨需負全部責任。隔日立委葉宜津出面表示該名男子係其助理，潑液體是要把中國大陸三聚氰氨毒奶還給陳雲林，她並質疑「台灣是否變成警察、極權國家」。。
11月6日早上10點，馬英九總統在接見海基會、海協會代表之前召開記者會，重申中華民國是主權獨立國家，台灣前途是由台灣人民決定。兩岸兩會是對等協商，沒有任何矮化，而自己對國旗的熱愛超過任何一個民進黨員，不會因為大陸訪客抵台，而不准國旗亮相；對於昨上晚上晶華飯店前的流血衝突感到憂心與失望，強調集會遊行是人民的權利，但是應該要和平與合法，不管哪一種言論主張，都應該要理性和平，每一個政黨必須要考慮他的責任。也再三重申自己是以中華民國總統身份接見陳雲林，會面過程全程公開。

## 圍城遊行
11月6日，中華民國總統馬英九預定在下午4點30分於台北賓館接見海協會長陳雲林等一行。
民主進步黨於馬陳會面當日發動大規模圍城抗議活動。
由於前一天晚上的晶華酒店圍困事件，總統府為避免爆發激烈衝突，會見時間提前為上午11點舉行，時間也縮短為7分鐘，此舉遭致民進黨主席蔡英文批評馬英九規避人民抗議的聲音。民進黨隨即自上午11點發動圍城抗議，宣稱號召十萬人，從其他縣市乘遊覽車動員而來的數萬名群眾陸續向台北賓館附近的中山南路集中。上午10時許，抗議群眾已達千人，10點50分起，群眾企圖衝破封鎖線，和警方發生三波衝撞事件。群眾以磚塊、保特瓶向警察丟擲，警方則以棍棒和盾牌還擊。下午2點30分，面對活動發生肢體衝突的情況，蔡英文上台演說呼籲群眾和平，但場面隨即失控，群眾朝警察丟石塊、水瓶和鞭炮，推倒多道鐵拒馬。民進黨指揮中心經信義路轉往濟南路將遊行隊伍帶開企圖冷卻現場，但仍有數千民眾不受民進黨中央指揮，逗留在景福門與警方激烈對抗。5點30分，蔡英文在濟南路宣佈圍城結束，但群眾未完全散去，部分轉往圓山飯店繼續抗議。
當圍城活動到了尾聲時，下午4點，前立委王淑慧鼓動群眾包圍圓山，數百名群眾離開遊行隊伍往北移動，在中山橋被警方封鎖線攔下，雙方數度衝突。晚間群眾在缺少民進黨遊行人員的控制下，向維安警力投擲石塊、汽油彈、排泄物。蔡英文在晚間召開記者會，強調民進黨圍城行動已結束，圓山飯店發生的重大滋擾案是自發性的非民進黨所動員，並懷疑其中數十名以上著黑衣的滋事者為混入群眾的黑道份子在長達數小時的衝突後，11月7日凌晨1時10分警方以強力水柱實施驅離抗議群眾。
總計圍城行動共造成超過200人受傷，其中包含149名警察。

## 野草莓學運
11月6日起，以台大學生為主的三百名大學生、教授，在行政院前靜坐，表達對陳雲林抵台期間警方執法和集會遊行法限制的不滿。抗議活動遍地開花，歷經兩個多月，數千名民眾在全台各地靜坐抗議、示威遊行，要求馬英九總統公開道歉、警政署長王卓鈞下台。

## 其他事件
11月11日，一名自稱前國民黨工的八十歲男子劉柏煙，在中正紀念堂園區自由廣場自焚，以抗議馬政府接待陳雲林的規格，尤其是「陳雲林抵台，民眾拿國旗，竟然被警方毆打，事後打人的警察卻沒事」及馬英九不願意在陳雲林面前維護其總統尊嚴。。12月14日凌晨二時，劉柏煙傷重不治去世。

## 類似事件
- 張銘清訪臺爭議與衝突
- 張志軍訪臺爭議與衝突

## 外部連結
- 台灣新聞記者協會2008年11月7日的聲明稿
- 國際記者聯盟於2008年11月19日呼籲台灣警方停止對媒體施壓要求提供抗議人士資料之原文
- 財團法人民間司法改革基金會2008年11月20日的最新訊息 （页面存档备份，存于）
- 自由之家2008年11月20日的新聞稿 （页面存档备份，存于）
- YouTube上的【紅色戒嚴】2014復刻完整版